# اسکیل بارکو
اِسِکیل بارکو (اسپانیایی: Ezequiel Barco‎؛ زادهٔ ۲۹ مارس ۱۹۹۹) بازیکن فوتبال اهل آرژانتین است که در پست هافبک هجومی برای آتلانتا یونایتد بازی می‌کند.